# Залесский, Александр Михайлович
Александр Михайлович Залесский (27 ноября 1892, станица Урюпинская, область Войска Донского — 16 февраля 1976, Ленинград) — советский учёный, доктор технических наук, заслуженный деятель науки и техники РСФСР.

## Биография
Окончил Курскую гимназию (1910, с золотой медалью) и Петроградский политехнический институт (1920).
С 1920 года на научной и преподавательской работе в ППИ (ЛПИ). Участник осуществления Плана ГОЭЛРО.
В 1930—1939 зав. кафедрой «Передача электрической энергии», в 1939—1949 профессор кафедры «Электрические сети и системы».
В 1942—1943 в числе 19 профессоров ЛПИ — в Пятигорске во время оккупации города фашистами (не успели эвакуироваться). В 1943—1944 в Ташкенте, где ЛПИ работал на базе Среднеазиатского индустриального института.
С 1949 по 1972 год зав. кафедрой «Электрические аппараты».
Доктор технических наук, профессор. Основоположник школы техники высоких напряжений и теории электрической дуги в высоковольтных сетях. Заслуженный деятель науки и техники РСФСР (1966).

## Автор монографий
- Залесский А. М. Электрические аппараты высокого напряжения. — Госэнергоиздат, 1957. — 540 с.
- Залесский А. М. Электрическая дуга отключения. — Госэнергоиздат, 1963. — 265 с.
- Залесский А. М., Кукеков Г. А. Тепловые расчеты электрических аппаратов: научное издание. — Л. : Энергия, 1967. — 379 с. — (Серия монографий по электрическим аппаратам высокого напряжения).

## Награды
Награждён орденом Ленина, медалями «За оборону Ленинграда» и «В память 250 летия Ленинграда».